# Музей науки принца Филиппа
Музей науки принца Филиппа (кат. Museu de les Ciències Príncipe Felipe, исп. Museo de las Ciencias Príncipe Felipe) — музей науки в Валенсии в Испании. Составная часть архитектурного комплекса «Город искусств и наук». Находится в конце улицы Луиса Гарсии Берланга.
Здание имеет площадь более 40 000 квадратных метров, высоту 55 метров, и напоминает скелет кита. Фасад спроектирован испанским архитектором Сантьяго Калатравой и построен совместно предприятиями Fomento de Construcciones y Contratas и Necso. Строительство музея началось примерно в 1994 году, он был символически открыт в марте 2000 года Филиппом VI и открыт 13 ноября 2000 года для посетителей с общими инвестициями в размере 26 миллионов песет.